# Tetiana Tereszczuk-Antipowa
Tetiana Tereszczuk-Antipowa (ukr. Тетяна Терещук-Антiпова; ur. 11 października 1969 w Ługańsku) – ukraińska lekkoatletka, płotkarka, trzykrotna olimpijka (1996-2004), w tym medalistka olimpijska z 2004 roku.
Wszystkie międzynarodowe sukcesy odnosiła na dystansie 400 metrów przez płotki: Brązowa medalistka olimpijska z Aten (2004), pięciokrotna finalistka mistrzostw świata. Srebrna (Budapeszt 1998) i brązowa (Göteborg 2006) medalistka mistrzostw Europy. Dwukrotnie stawała na podium Finału Grand Prix IAAF (Fukuoka 1997 3. miejsce i Melbourne 2001 2. miejsce) oraz Światowego Finału IAAF (Monako 2004 – 2. miejsce i Stuttgart 2006 – 3. miejsce). Dwukrotnie triumfowała w Superlidze Pucharu Europy (Sankt Petersburg 1998 i Gateshead 2000). Tereszczuk-Antipowa ma w swoim dorobku również złoty medal uniwersjady (Sycylia 1997). Jej rekord życiowy na swoim koronnym dystansie wynosi 53,37 s (2004) i do 2021 roku był rekordem Ukrainy.
Odznaczona Orderem Księżnej Olgi III klasy.

## Najlepsze wyniki w sezonie – 400 m przez płotki
| Rok  | Wiek    | Wynik | Miejsce           | Data        | Wynik na świecie |
| ---- | ------- | ----- | ----------------- | ----------- | ---------------- |
| 1994 | 25 lat  | 54,96 | Kijów             | 25 lipca    | 9                |
| 1995 | 26 lat  | 54,88 | Zurych            | 16 sierpnia | 9                |
| 1996 | 27 lat  | 54,68 | Marrietta         | 21 lipca    | 12               |
| 1997 | 28 lat  | 53,64 | Monako            | 16 sierpnia | 4                |
| 1998 | 29 lat  | 53,40 | Villeneuve-d’Ascq | 11 lipca    | 5                |
| 1999 | 30 lat  | 53,46 | Paryż             | 7 lipca     | 6                |
| 2000 | 31 lat  | 53,98 | Sydney            | 27 września | 6                |
| 2001 | 32 lata | 53,89 | Roodepoort        | 16 marca    | 5                |
| 2002 | 33 lata | 54,28 | Germiston         | 5 kwietnia  | 3                |
| 2003 | 34 lata | 54,26 | Paryż             | 25 sierpnia | 9                |
| 2004 | 35 lat  | 53,37 | Ateny             | 22 sierpnia | 6                |
| 2005 | 36 lat  | 55,09 | Helsinki          | 13 sierpnia | 19               |
| 2006 | 37 lat  | 54,12 | Monako            | 20 sierpnia | 8                |
| 2007 | 38 lat  | 54,38 | Osaka             | 28 sierpnia | 14               |